# Isoneuromyia vitripennis
Isoneuromyia vitripennis är en tvåvingeart som först beskrevs av Johann Wilhelm Meigen 1830.  Isoneuromyia vitripennis ingår i släktet Isoneuromyia och familjen platthornsmyggor. Inga underarter finns listade i Catalogue of Life.